# Mike Austin

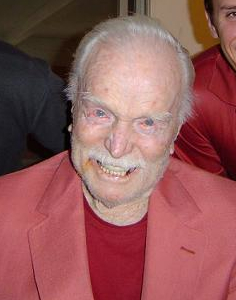
Mike Austin

Mike Austin (* 17. Februar 1910 auf der Insel Guernsey; † 23. November 2005 in Los Angeles) war ein US-amerikanischer Golfspieler und -lehrer. Er hält seit 1974 den Weltrekord für den längsten Drive, der jemals in einem Profiturnier geschlagen wurde: 515 Yards (ca. 471 m).
Mike Austin stellte seinen Rekord am 25. September 1974, also im Alter von 64 Jahren, bei einem Rückenwind von knapp 50 km/h und ebener Spielbahn auf dem 5. Loch bei der US National Seniors Open Championship auf dem Winterwood Course in Las Vegas auf.

## Werdegang
Im Alter von sechs Jahren bekam Mike Austin seine erste Golfstunde. Dabei erlernte er, den Golfschläger im Durchschwung frei laufen zu lassen, was ihm früh die Fähigkeit einbrachte, Golfbälle sehr weit zu schlagen. Nach der Übersiedlung in die Vereinigten Staaten von Amerika betrieb er als junger Mann während der amerikanischen Depression in den Sommermonaten einen lokalen Golfshop in Atlanta. 1939 zog Austin nach Los Angeles, wo er als Golflehrer arbeitete. Außerdem gründete er ein Trainingsstudio in Hollywood für die Sportarten Boxen, Tennis, Baseball und Golf. Wenn er Unterricht im Golf gab, zog Mike Austin des Öfteren einen schwarzen, eng anliegenden Overall an, auf den die Knochen des menschlichen Körpers aufgedruckt waren. So konnte jeder Schüler die Bewegungen des Skeletts beim korrekten Golfschwung erkennen und nachvollziehen.